# Monetazione contemporanea
La monetazione contemporanea nasce con la fine del XVIII secolo e si distingue sia per l'impiego di differenti tecniche produttive che per la nascita di nuove unità monetarie.
Le zecche progressivamente introducono il torchio nel processo di monetazione, il quale porta alla produzione di monete più regolari e tecnicamente omogenee. Inoltre, vengono introdotte alcune novità, come la zigrinatura dei bordi. Altro fenomeno caratteristico di questo periodo è la progressiva decimalizzazione delle valute, iniziata con l'adozione del sistema monetario decimale in Francia, il 15 agosto del 1795, a seguito della Rivoluzione francese del 1789.
In Italia, l'ingresso dei francesi nel 1796 segna di fatto il termine del periodo della monetazione moderna e l'inizio della monetazione contemporanea. I vari stati creati sull'onda delle dominazioni francesi e napoleoniche nel periodo 1796-1814 adottano progressivamente monetazioni decimali.
Il primo stato a farlo è la Repubblica Subalpina che adotta il franco nel 1802; successivamente, nasce la lira italiana come valuta del Regno d'Italia napoleonico, in Ag 900% per 5 grammi di peso. 
L'adozione del sistema decimale si estende rapidamente a tutta l'Italia continentale per essere poi abbandonata in alcuni Stati dopo la caduta di Napoleone. Solo l'Unità d'Italia porta ad una sua adozione generale. Analoga è la situazione nel resto d'Europa, con la sola eccezione del Regno Unito che opta per il sistema decimale nella monetazione solo nel 1972.
La decimalizzazione porta anche a una unificazione dei tagli di moneta circolante, che favorisce una certa monotonia nei soggetti rappresentati. La monotonia è accentuata da ulteriori sviluppi tecnici che permettono la riproduzione dello stesso soggetto in serie anche a dimensioni differenti accentuandone la ripetitività.
La nascita di convenzioni monetarie (ad esempio l'Unione monetaria latina) che regolamentano peso e titolo delle monete degli stati aderenti estende il fenomeno a numerosi stati.
Sempre nella seconda metà dell'Ottocento, le monete iniziano ad essere prodotte inizialmente in scala maggiore per poi ricavare il punzone per il conio mediante l'utilizzo del pantografo.  La maggior precisione nelle tecniche di produzione permette d'altro canto la creazione di monete molto più dettagliate e fini.
Nel '900, le forti svalutazioni e fluttazioni dei metalli preziosi causate dalla prima guerra mondiale portano alla crisi dei trattati sulle convenzioni monetarie e all'abbandono di uno standard nei pesi e titoli del circolante. L'oro viene progressivamente abbandonato per la monetazione destinata alla circolazione rimanendo relegato alla monetazione di borsa. Gli Stati Uniti d'America sono l'ultimo paese ad abbandonare la convertibilità nel 1972.
Sul piano tecnico degna di nota è l'adozione delle monete bimetalliche a partire dal 1982 in Italia e poi successivamente estesasi a numerosi paesi in tutto il mondo.